# Metropolitana di Wuhan
La metropolitana di Wuhan (武汉地铁, Wǔhàn Dìtiě) è la rete metropolitana a servizio della città cinese di Wuhan. La prima linea, che si trova interamente all'interno della città di Hankou fu inaugurata il 28 settembre 2004, è stata la quinta rete metropolitana ad essere costruita nella Cina continentale, dopo quelle di Pechino, Tianjin, Shanghai e Canton. Attualmente è costituita da 11 linee totali, per 460 km di percorso.

## Linee
|  |

| Linea    | Capolinea (Distretto)                              | Capolinea (Distretto)                                                                    | Apertura | Ultima estens. | Lunghezza | Stazioni |
| -------- | -------------------------------------------------- | ---------------------------------------------------------------------------------------- | -------- | -------------- | --------- | -------- |
| Linea 1  | Hankou Nord (Huangpi)                              | Jinghe (Dongxihu)                                                                        | 2004     | 2017           | 37.936    | 32       |
| Linea 2  | Aeroporto Internazionale di Wuhan-Tianhe (Huangpi) | Fozuling(Jiangxia)                                                                       | 2012     | 2019           | 60.304    | 38       |
| Linea 3  | Hongtu Boulevard (Jiang'an)                        | Zhuanyang Boulevard (Hannan)                                                             | 2015     | —              | 29.660    | 24       |
| Linea 4  | Huangjinkou (Hanyang)                              | Stazione ferroviaria di Wuhan (Qingshan)                                                 | 2013     | 2019           | 33.405    | 28       |
| Linea 5  |                                                    |                                                                                          |          |                |           |          |
| Linea 6  | Jinyinhu Park (Dongxihu)                           | Dongfeng Motor Corporation (Wuhan National Economic and Technological Development Zones) | 2016     | —              | 35.512    | 27       |
| Linea 8  | Jintan Road (Dongxihu)                             | Liyuan (Wuchang District)                                                                | 2017     | 2021           | 16.204    | 12       |
| Linea 21 | Houhu Boulevard (Jiang'an)                         | Jintai (Xinzhou District)                                                                | 2017     | —              | 34.575    | 16       |
| Totale   | Totale                                             | Totale                                                                                   | Totale   | Totale         | 234.4     | 166      |

### Linee in costruzione
| Linea         | Capolinea (Distretto)                             | Capolinea (Distretto)                    | Inaugurazione prevista | Lunghezza | Stazioni |
| ------------- | ------------------------------------------------- | ---------------------------------------- | ---------------------- | --------- | -------- |
| Linea 2 Sud   | Optics Valley Square (Hongshan)                   | Fozuling (Jiangxia)                      | 2019                   | 13.35     | 10       |
| Linea 4 Ovest | Huangjinkou (Hanyang)                             | Bolin (Caidian)                          | 2019                   | 16        | 9        |
| Linea 5       | Nanshanhuan (Hongshan)                            | Stazione ferroviaria di Wuhan (Qingshan) | 2020                   | 34.83     | 25       |
| Linea 6 Est   | Jinyinhu Park (Dongxihu)                          | Zoumaling (Dongxihu)                     | 2020                   | 15.3      | 9        |
| Linea 7       | Garden Expo North (Dongxihu)                      | Yezhihu (Hongshan)                       | 2018                   | 31        | 19       |
| Linea 8 Sud   | Liyuan (Wuchang)                                  | Junyuncun (Jiangxia)                     | 2020                   | 21.1      | 14       |
| Linea 11      | Stazione ferroviaria di Wuchang (Wuchang)         | Gedian Sud (Gedian)                      | 2018                   | 35.4      | 21       |
| Linea 12      | Danshuichi (Hanyang)                              | Stazione ferroviaria di Wuhan (Hongshan) | 2021                   | 60        | 37       |
| Linea 16      | South International Expo Center Station (Hanyang) | Zhoujiahe (Hannan)                       | 2019                   | 32        | 11       |
| Totale        | Totale                                            | Totale                                   | Totale                 | 258.98    | 155      |

### Progetti
| Linea    | Capolinea (Distretto)                              | Capolinea (Distretto)                              | Inaugurazione prevista | Lunghezza | Stazioni |
| -------- | -------------------------------------------------- | -------------------------------------------------- | ---------------------- | --------- | -------- |
| Linea 9  | Moshan (Hongshan)                                  | Tangxun Lake (Jiangxia)                            | 2023+                  | 11.7      | 10       |
| Linea 10 | Changfu (Caidian)                                  | Stazione ferroviaria di Wuhan (Qingshan)           | 2023+                  | 61.4      | 29       |
| Linea 13 | Stazione ferroviaria di Hanyang (Caidian)          | Future Science Town (Jiangxia)                     | 2023+                  | 40.4      | 27       |
| Linea 14 | Zhuyehai (Qiaokou)                                 | Dijiao (Jiang'an)                                  | 2023+                  | 27.2      | 21       |
| Linea 15 | Qingling (Hongshan)                                | Zhengdian (Jiangxia)                               | 2025+                  | 20        | 8        |
| Linea 17 | Aeroporto Internazionale di Wuhan-Tianhe (Huangpi) | Optics Valley Central City (Hongshan)              | 2025+                  | 69        | 25       |
| Linea 18 | Jinghe (Dongxihu)                                  | Wuhu (Huangpi)                                     | 2025+                  | 31        | 15       |
| Linea 19 | Heping Park (Qingshan)                             | Optics Valley Central City (Hongshan)              | 2023+                  | 29.8      | 11       |
| Linea 20 | Stazione ferroviaria di Wuhan (Qingshan)           | Aeroporto Internazionale di Wuhan-Tianhe (Huangpi) | 2025+                  | 28.8      | 6        |
| Linea 22 | Yangluo (Xinzhou)                                  | Shuangliu (Xinzhou)                                | 2025+                  | 24        | 11       |
| Totale   | Totale                                             | Totale                                             | Totale                 | 343.3     | 163      |

### Linea 1

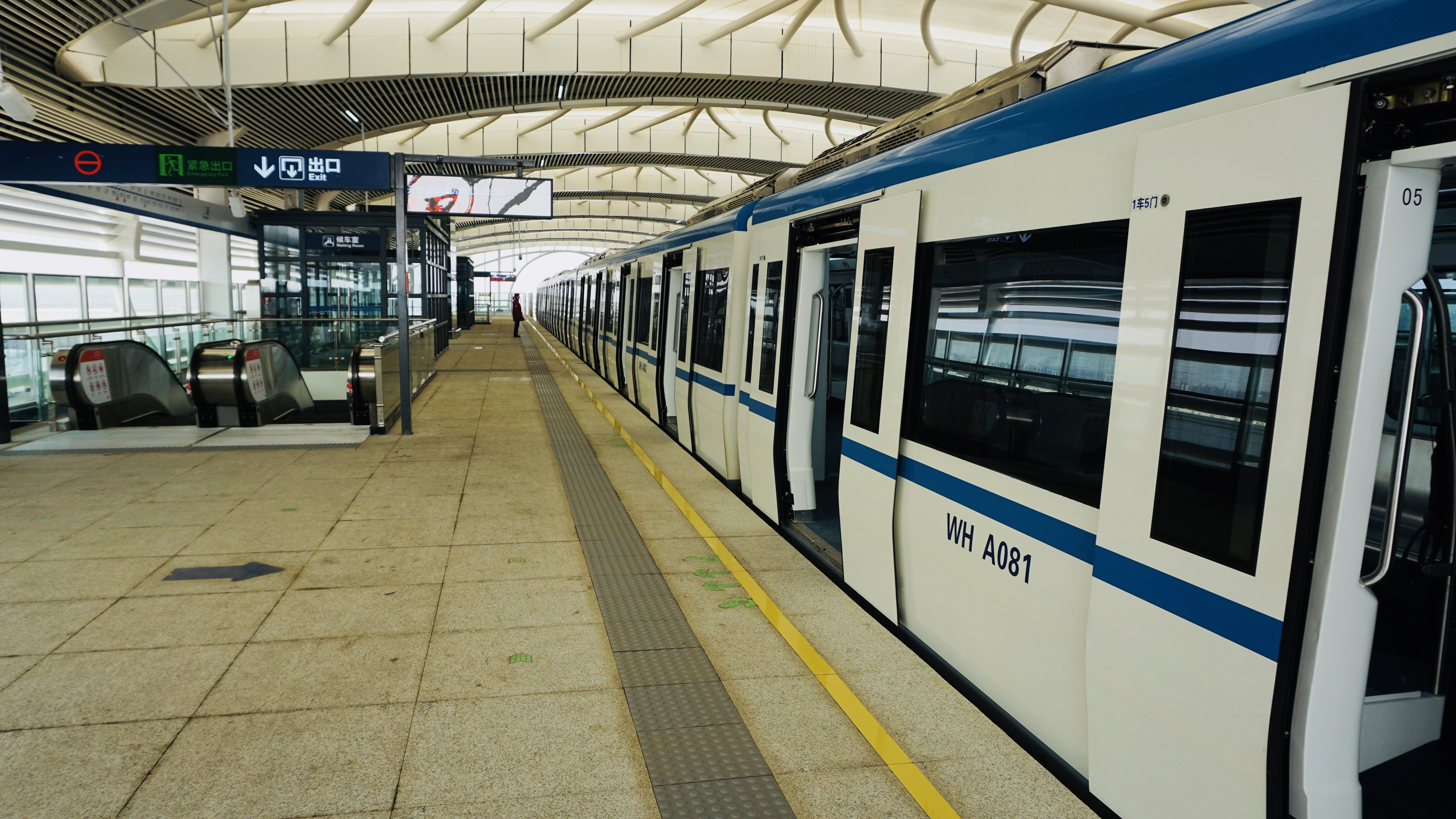
Un treno della linea 1

La linea 1 è lunga 36,6 km e conta 29 stazioni. Il 28 luglio 2010, la linea 1 è stata estesa a entrambe le estremità. Di seguito è presente l'elenco delle stazioni:
Jinghe (径河)
Sandian (三店)
Matoutan Park (码头潭公园）
Dongwudadao (东吴大道)
Wuhuandadao (五环大道)
Ertouwan (额头湾)
Zhuyehai (竹叶海)
Duoluokou (舵落口)
Gutianyilu (古田一路)
Gutianerlu (古田二路)
Gutiansanlu (古田三路)
Gutiansilu (古田四路)
Hanxiyilu (汉西一路)
Zongguan (宗关)
Taipingyang (太平洋)
Qiaokoulu (硚口路)
Chongrenlu (崇仁路)
Lijibeilu (利济北路)
Youyilu (友谊路)
Xunlimen (循礼门)
Dazhilu (大智路)
Sanyanglu (三阳路)
Huangpulu (黄浦路)
Toudaolu (头道街)
Erqilu (二七路)
Xuzhouxincun (徐州新村)
Dansuici (丹水池)
Xinrong (新荣)
Dijiao (堤角)
Tengzigang (滕子岗)
Shekouxincheng (滠口新城)
Hankou North (汉口北)

### Linea 2

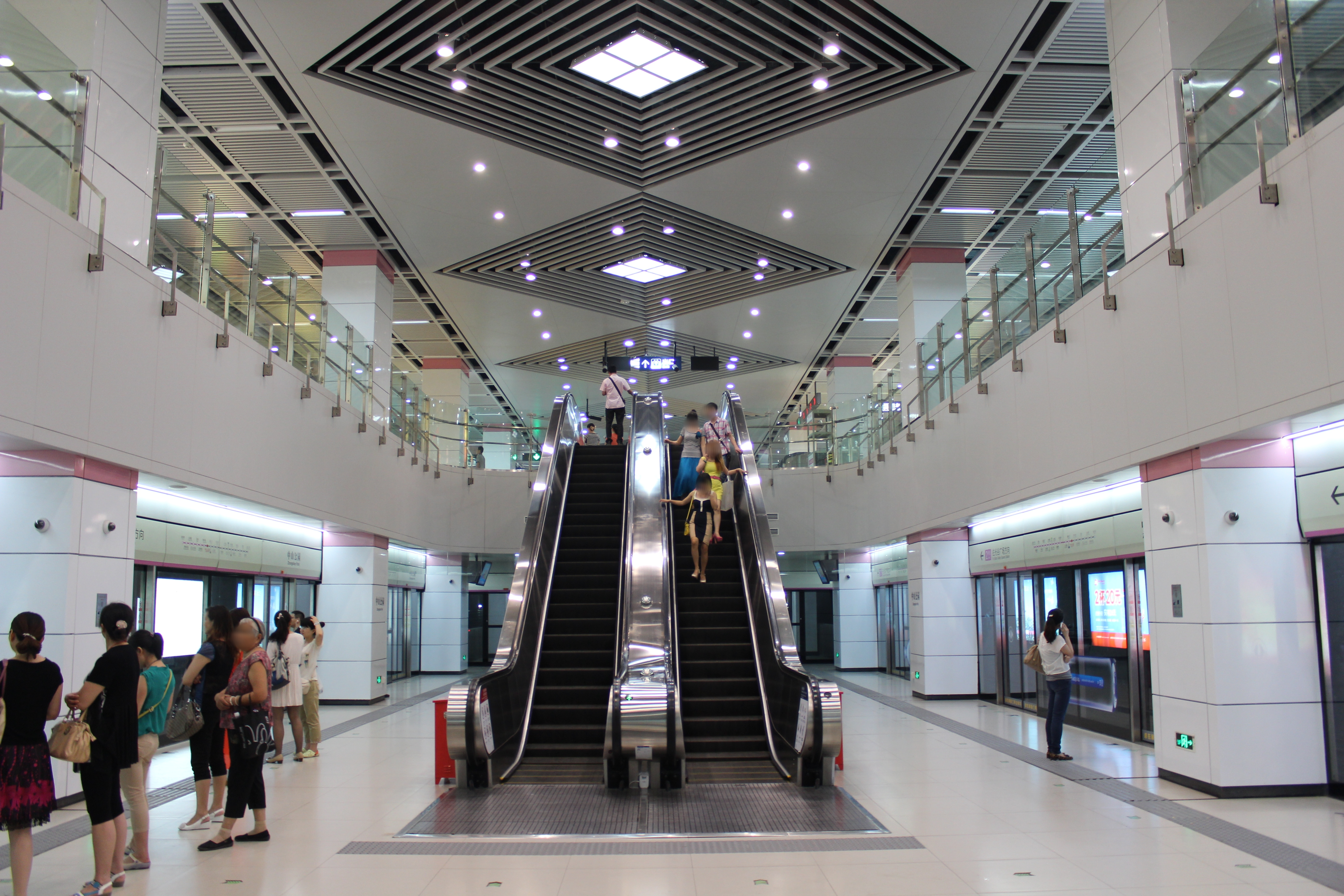
Vista della stazione del parco Zhongshan

La Linea 2 è stata inaugurata il 28 dicembre 2012 e compie un percorso nord-ovest-sud-est tra Hankou e Wuchang su una lunghezza di 47,1  km e 28 stazioni.
Elenco delle stazioni:
Tianhe International Airport (天河机场)
Hangkongzongbu (航空总部)
Songjiagang (宋家岗)
Julong Boulevard (巨龙大道)
Panlongcheng (盘龙城)
Hongtu Boulevard (宏图大道)
Changqingcheng (常青城)
Jinyintan (金银潭)
Changqing Huayuan (常青花园)
Changganglu (长港路)
Stazione ferroviaria di Hankou (汉口火车站)
Fanhu (范湖)
Wangjiadundong (王家墩东)
Qingnianlu (青年路)
Parco Zhongshan (中山公园)
Xunlimen (循礼门)
Jianghanlu (江汉路)
Jiyuqiao (积玉桥)
Pangxiejia (螃蟹岬)
Xiaoguishan (小龟山)
Hongshan Square (洪山广场)
Zhongnanlu (中南路)
Tempio Baotong (宝通寺)
Jiedaokou (街道口)
Guangbutun (广埠屯)
Huquan (虎泉)
Yangjiawan (杨家湾)
Optics Valley Square (光谷广场)

### Linea 3

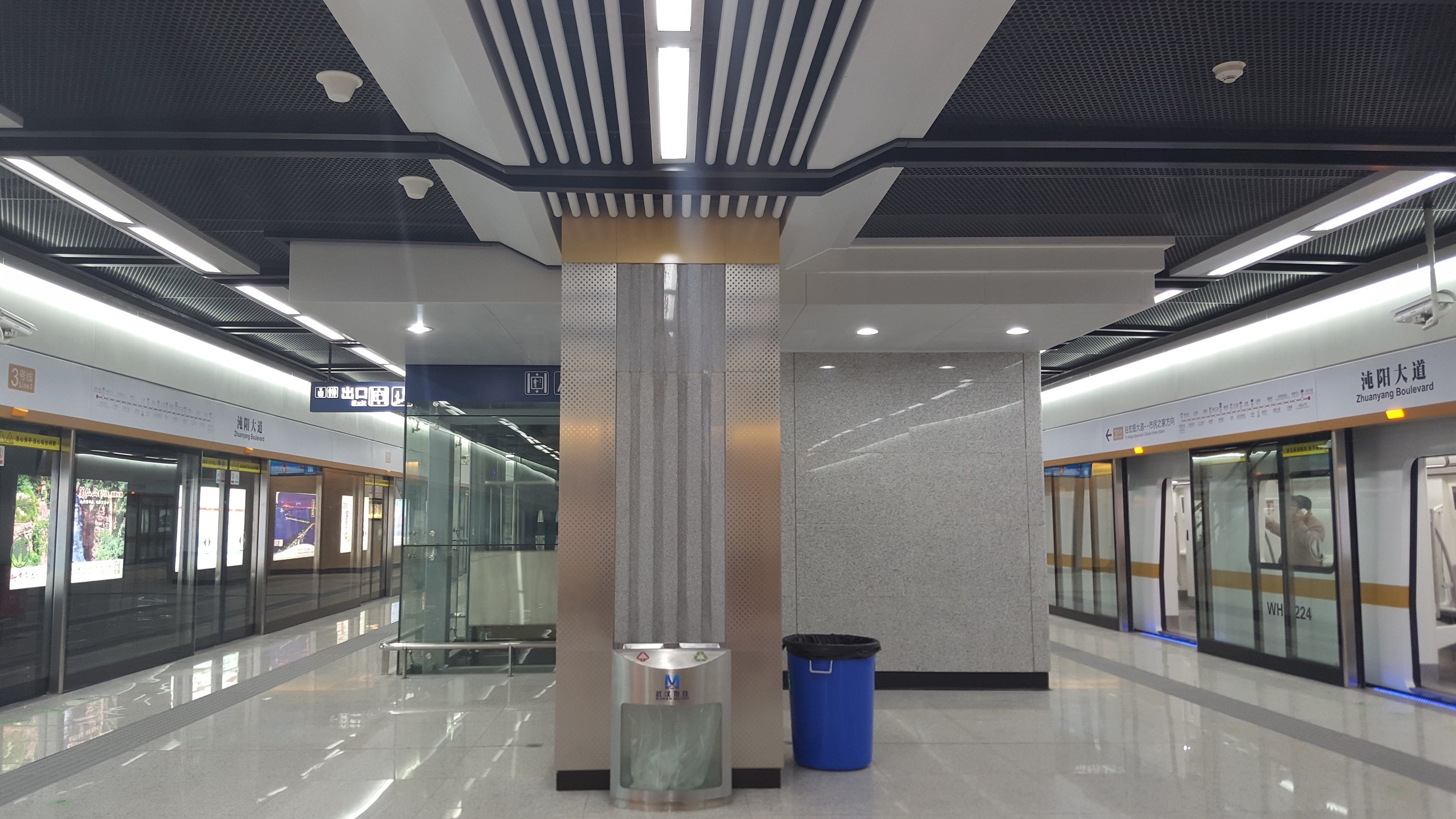
Vista della stazione del Zhuanyang Boulevard

Questa linea è la prima ad attraversare il fiume Han, e collega 5 distretti: Jiang'an, Jianghan, Qiaokou, Hanyang e Hannan (Wuhan Economic-Technological Zone, WEDZ). Fu inaugurata il 28 dicembre 2015.
Elenco delle stazioni:
Hongtu Boulevard (宏图大道)
Citizens Home (市民之家)
Houhu Boulevard (后湖大道)
Xingye Road (兴业路)
Erqi Branch Road (二七小路)
Luojiazhuang (罗家庄)
Zhaojiatiao (赵家条)
Huiji 2nd Road	(惠济二路)
Xianggang Road	(香港路)
Lingjiaohu (菱角湖)
Fanhu (范湖)
Yunfei Road (云飞路)
Wuhan Business District (武汉商务区)
Shuangdun (双墩)
Zongguan (宗关)
Wangjiawan (王家湾)
Longyangcun (龙阳村)
Taojialing (陶家岭)
Sixin Boulevard (四新大道)
Hanyang Long-Distance Bus Station (汉阳客运站)
Sanjiaohu (三角湖)
Sports Center	(体育中心)
Dongfeng Motor Corporation (东风公司)
Zhuanyang Boulevard (沌阳大道)

### Linea 4

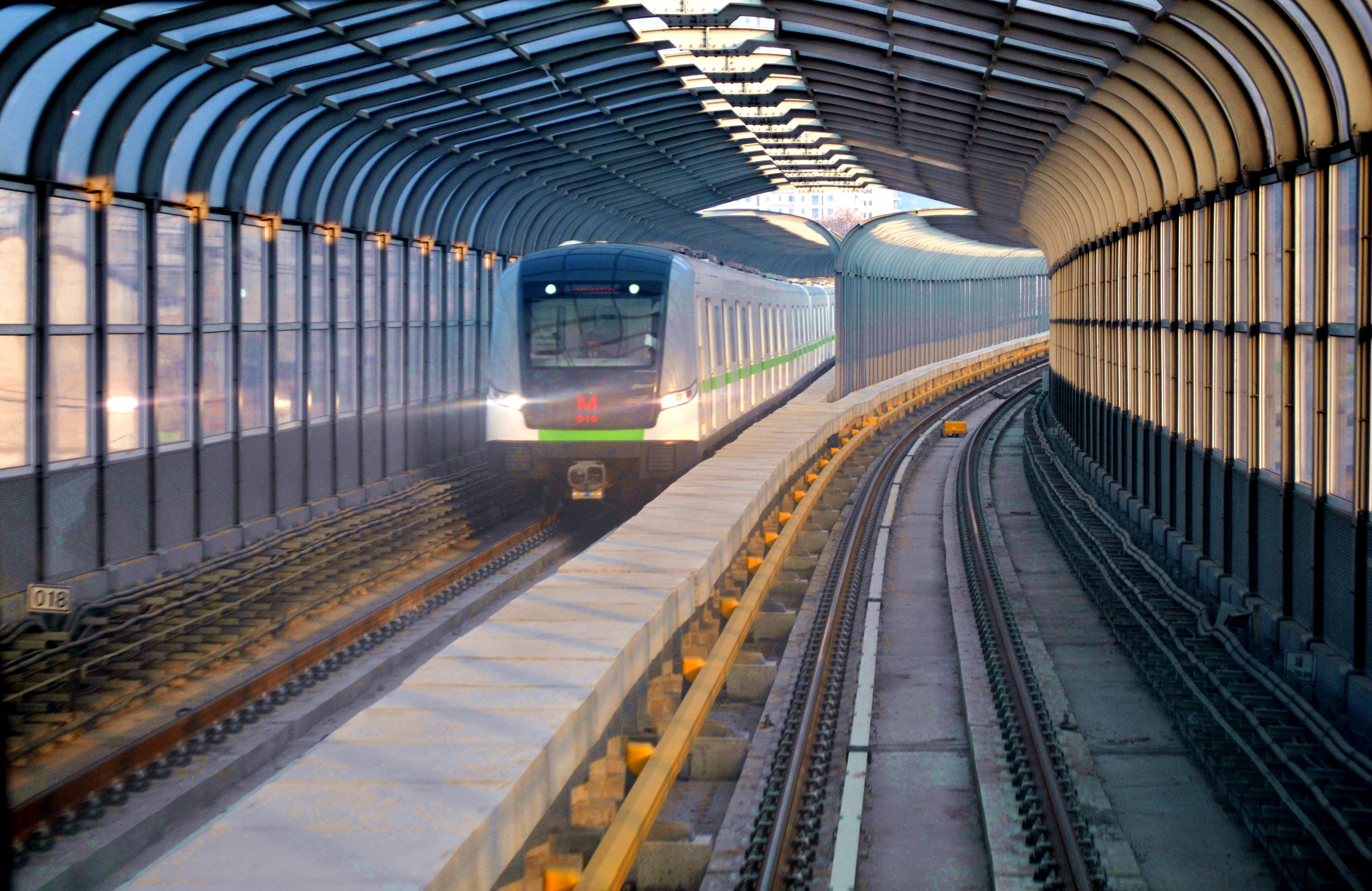
Un treno della linea 4

La Linea 4 è stata inaugurata il 28 dicembre 2013, e segue un itinerario est-ovest che serve le aree di Hanyang e Wuchang. La seconda fase della linea sarà completata nel 2015, e al termine conterà un'estensione di 33,2 km.
Elenco delle stazioni:
Huangjinkou (黄金口)
Mengjiapu (孟家铺)
Yong'antang (永安堂)
Yulong Road (玉龙路)
Wangjiawan (王家湾)
Shilipu (十里铺)
Qilimiao (七里庙)
Wulidun (五里墩)
Stazione ferroviaria di Hanyang (汉阳火车站)
Zhongjiacun (钟家村)
Lanjiang Road (拦江路)
Fuxing Road (复兴路)
Shouyi Road (首义路)
Stazione ferroviaria di Wuchang (武昌火车站)
Meiyuanxiaoqu (梅苑小区)
Zhongnanlu (中南路)
Hongshan Square (洪山广场)
Chuhe Hanjie (楚河汉街)
Qingyuzui (青鱼嘴)
Dongting (东亭)
Yuejiazui (岳家嘴)
Tieji Road (铁机村)
Luojiagang (罗家港)
Yuanlin Road (园林路)
Renhe Road (仁和路)
Gongyesilu (工业四路)
Yangchunhu (杨春湖)
Stazione ferroviaria di Wuhan (武汉火车站)

### Linea 6

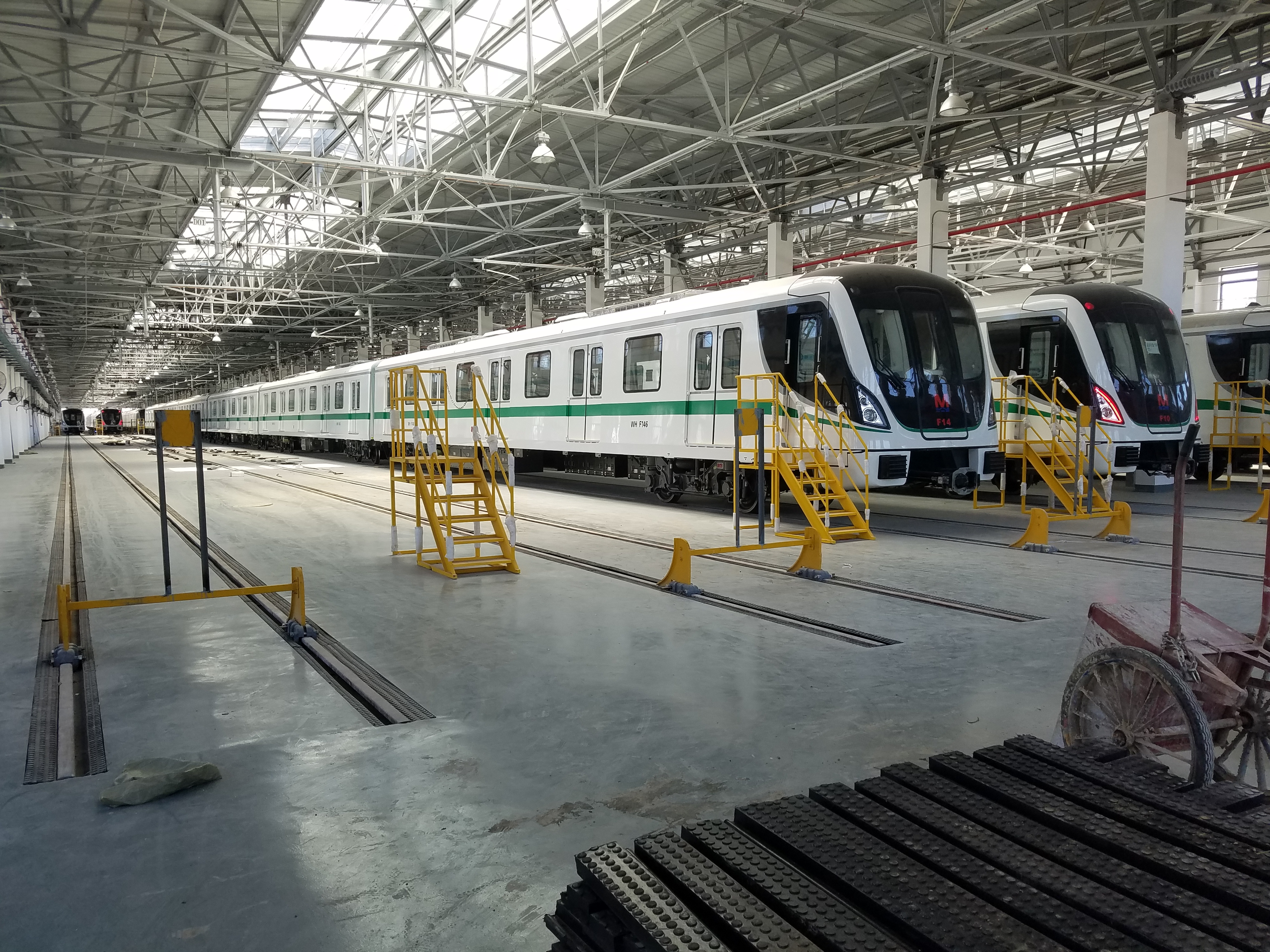
Treni della linea 6

La Linea 6 è stata inaugurata il 28 dicembre 2016, e segue un itinerario nord-sud che serve le aree di Hankou e Hanyang.

### Linea 8

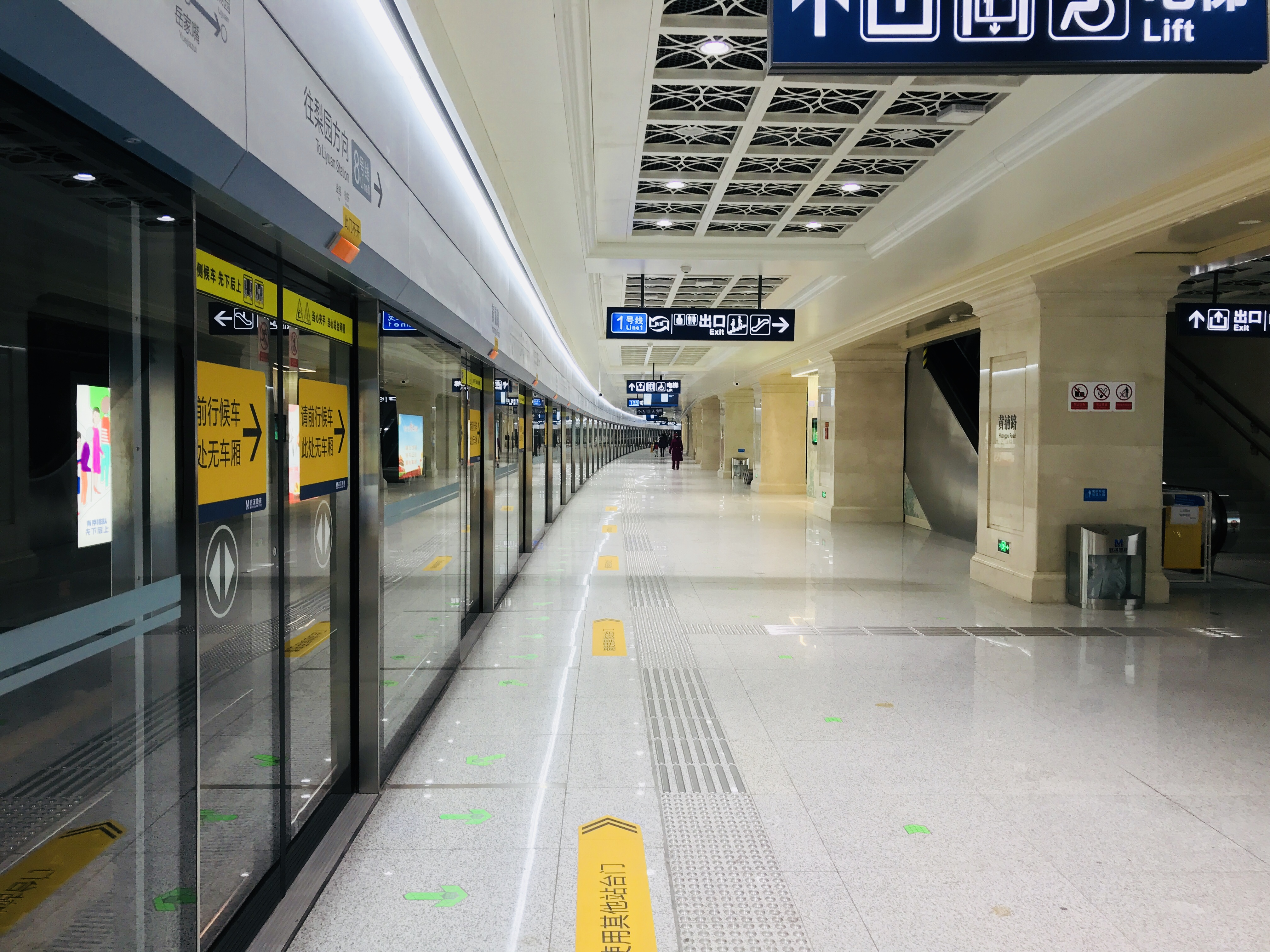
Una stazione della linea 8

La Linea 6 è stata inaugurata il 26 dicembre 2017, e segue un itinerario nord-ovest-sud-est che serve le aree di Hankou e Wuchang.

### Linea 21

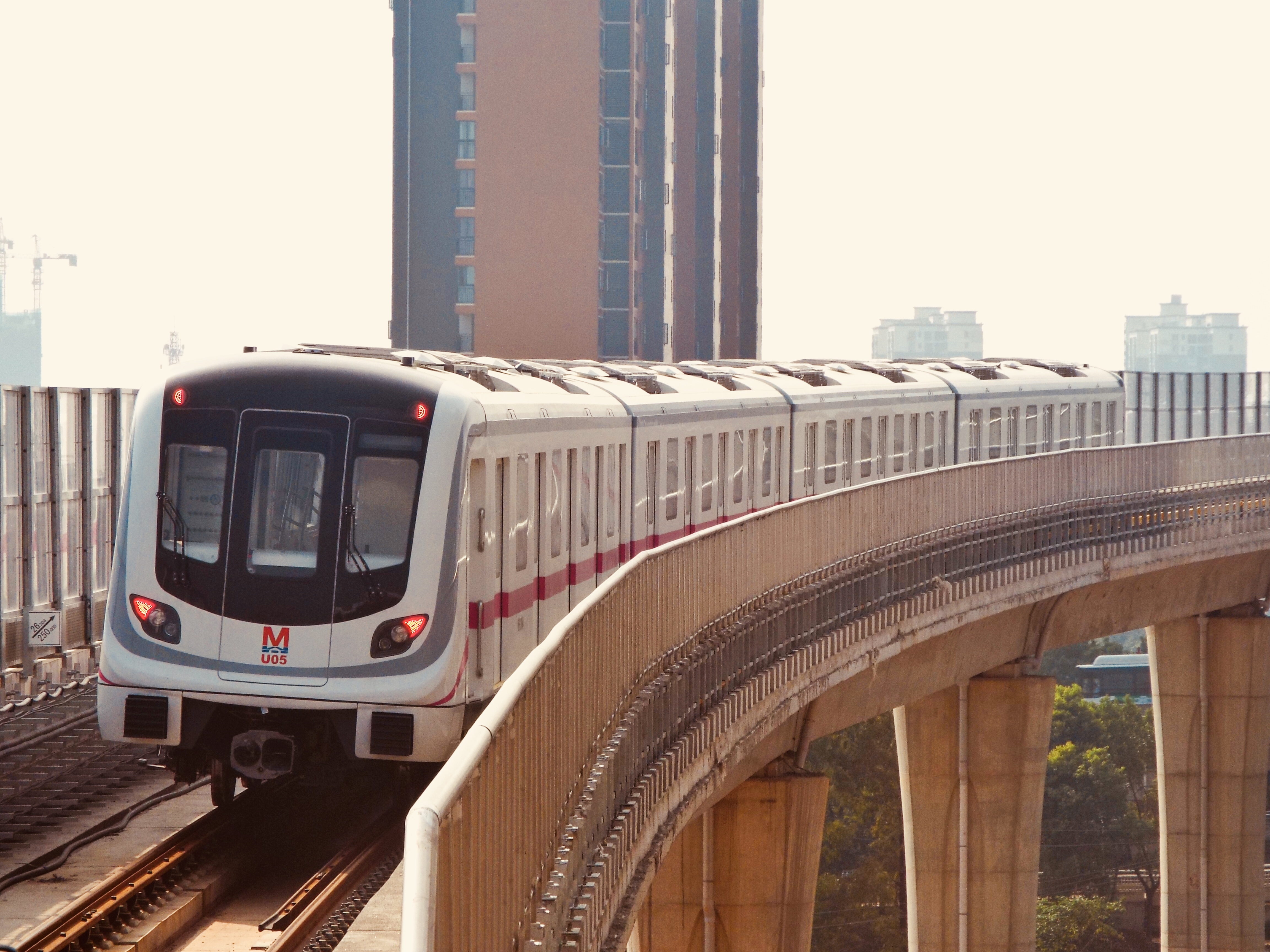
Un treno della linea 21

La Linea 21 (Linea Yangluo) è stata inaugurata il 26 dicembre 2017, è lunga 34,5 km e conta 16 stazioni.